# Children of the Corn (filme de 2020)
Children of the Corn é um filme de terror sobrenatural estadunidense de 2020 escrito e dirigido por Kurt Wimmer. Trata-se de um prelúdio de Colheita Maldita (1984), sendo o décimo primeiro filme da série Children of the Corn. Foi lançado em cinemas limitados em 23 de outubro de 2020.

## Elenco

### Adultos
- Peter Horton como Burt Stanton
- Linda Hamilton como Vicky Baxter
- R. G. Armstrong como Diehl ("The Old Man")

### Crianças
- John Franklin como Isaac Chroner
- Courtney Gains como Malachai Boardman
- Robby Kiger como Job
- Anne Marie McEvoy como Sarah
- Julie Maddalena como Rachel Colby
- Jonas Marlowe como Joseph
- John Philbin como Richard 'Amos' Deigan

## Produção
Em 2020, notícias de que o filme seria um remake foram anunciadas e rodadas na Austrália, durante a pandemia de COVID-19. No entanto, foi revelado posteriormente que o filme seria uma prequela de Colheita Maldita (1984).